# Lestobioza
Lestobioza – forma pasożytnictwa u mrówek polegająca na rabunku zapasów pożywienia oraz pożeraniu larw i poczwarek innego gatunku. Występuje ona wówczas, gdy przedstawiciele mniejszego gatunku budują swoje gniazda w ścianach mrowisk bądź termitier większego gatunku. U mrówek jest to jeden z typów zakładania gniazd złożonych. Pozostałe to plezobioza, kleptobioza, parabioza i ksenobioza.